# Sant Vicenç de Castellet (ort)
Sant Vicenç de Castellet är en ort i Spanien.   Den ligger i provinsen Província de Barcelona och regionen Katalonien, i den östra delen av landet, 500 km öster om huvudstaden Madrid. Sant Vicenç de Castellet ligger 198 meter över havet och antalet invånare är 8 096.
Terrängen runt Sant Vicenç de Castellet är kuperad åt sydost, men åt nordväst är den platt. Sant Vicenç de Castellet ligger nere i en dal. Runt Sant Vicenç de Castellet är det ganska glesbefolkat, med 42 invånare per kvadratkilometer. Närmaste större samhälle är Manresa, 7,7 km nordväst om Sant Vicenç de Castellet. I omgivningarna runt Sant Vicenç de Castellet växer i huvudsak barrskog.